# Freilichtbühne Twiste
Die Freilichtbühne Twiste ist eine Freilichtbühne im nordhessischen Landkreis Waldeck-Frankenberg. Sie liegt mitten im Wald nahe der Ortschaft Twiste.
In der Nähe von Twiste findet sich die Freilichtbühne Korbach inmitten der Altstadt.

## Geschichte
1978 fanden hier die ersten Aufführungen statt. Im Jahr 2000 wurde ein Teil der Zuschauerplätze mit zwei Segeln überdacht, sodass die Plätze vor Sonne und Regen geschützt sind.
Die Spielstätte mit rund 900 Zuschauerplätzen wird von circa 100 aktiven Mitgliedern des Vereins „Freilichtbühne Twiste e.V.“ betrieben. Jedes Jahr werden hier in der Regel zwei Stücke durch die Amateurtheatergruppe des Vereins inszeniert, ein Kinder- und ein Abendstück.
Seit 1960 haben mehr als 200.000 Zuschauer die Aufführungen der Freilichtbühne Twiste besucht, zuletzt bis zu 7500 je Spielzeit.

## Inszenierungen der letzten Jahre
- 2013: „Dracula“ (Regie Jörg Dreismann), „Das kleine Gespenst“ (Otfried Preußler, Regie Karl-Heinz Röhle und Volker Hansmann)
- 2014: „Das Dschungelbuch“ (Rudyard Kipling, Regie Karl-Heinz Röhle und Volker Hansmann)
- 2015: „Ein Sommernachtstraum“ (William Shakespeare), „Pippi Langstrumpf auf den sieben Meeren“ (Astrid Lindgren)
- 2016: „Heiße Ecke“ (Regie Karl-Heinz Röhle und Volker Hansmann), „Ronja Räubertochter“ (Regie Monika Meuser und Jaqueline Wäscher)
- 2017: „Heiße Ecke“ (Regie Karl-Heinz Röhle und Volker Hansmann), „Für die Katz`“ (Regie Erich Müller und Jutta Bandow), „Die kleine Hexe“ (Regie Jaqueline Wäscher)